# Caloplaca sonorae
Caloplaca sonorae är en lavart som beskrevs av Wetmore. Caloplaca sonorae ingår i släktet orangelavar och familjen Teloschistaceae.   Inga underarter finns listade i Catalogue of Life.